# Ли Кан
Ли Кан (кор. 의친왕 이강; принц Ыйхва, принц Ый, 30 марта 1877 — 15 августа 1955) — наследный принц Кореи, пятый сын императора Коджона от его наложницы Чан. Ли Кан из-за происхождения матери не считался наследным принцем, даже будучи старше своего брата принца Ына.
По указу императора в 1891 году его признали законным наследником под именем Ли Кан и титулом "принц Ыйхва" с приставкой королевское высочество. Ли Кан женился на даме Ким Судок, будущей принцессе Дук-ин (22 декабря 1880 — 14 января 1964), дочери первого барона Ким Саджуна.
Его сын Ли Сок возглавил Корейский императорский дом в 2005 году.

## Биография

### Молодые годы
Принц Ли Кан был назначен специальным послом в Японскую империю для участия в церемонии празднования победы Японии в Первой китайско-японской войне 1894—1895 годов. В следующем году он посетил шесть европейских стран в качестве чрезвычайного посла: Великобританию, Германию, Францию, Россию, Италию и Австро-Венгрию. В 1899 году Ли Кан год проучился в токийском Университете Кейо.  Ему пожаловали титул "принц Ый" и обращение Его императорское высочество. В 1900 году он получил математическое образование в американском Колледже Роанок в Салеме (штат Вирджиния). После окончания университета он провёл некоторое время в Уэслианском университете Делавэра (штат Огайо), а затем отправился в Сан-Франциско и Гавайи, вернувшись в Корею в 1905 году. Принц шокировал корейское правительство своими расточительностью и жизнью плейбоя в США.
Принц Ли Кан был президентом Корейского красного креста с 1906 по 1910 годы.

### Под японской оккупацией
После отречения императора Коджона в 1907 году и утверждении Японско-корейского договора 1910 года, согласно которому Корею присоединили к Японской империи, принц Ли Кан остался недоволен своим статусом, несмотря на предоставленные японцами высокие ежегодные выплаты.
В 1919 году Ли Кан совместно с Чхве Икхваном, членом тайной организации Тэдонган, пытался прийти к власти в Корее[уточнить]. Затем принц присоединился к Временному правительству Кореи в Шанхае, где его тепло приняли из-за республиканских взглядов. Принца Ли Кана нашли[кто?] в Маньчжурии и вернули на родину. После этого принц до конца войны поддерживал оккупацию Кореи Японией.
После обретения независимости Кореи Ли Кан доживал свой век в Сеуле в условиях бедности. 9 августа 1955 года он крестился по католическому обряду, получив христианское имя Пий, и скончался неделю спустя — 15 августа 1955 года — в возрасте 78 лет. Похоронен Ли Кан в Намъянджи.

## Дети
Принц Ли Кан был привлекательным мужчиной[значимость факта?] и имел 14 наложниц помимо официальной жены, принцессы Дук-ин. У него родилось 12 сыновей и 9 дочерей:

### Сыновья
1. Ли Гон[англ.] (이건 李 键; 1909—1991) — первенец от наложницы Сугван; женился на Мацудайре Ёсико, дочери капитана Мацудайры Ютаки от дочери маркиза Набэсимы Наохиро, по материнской линии приходящейся родственницей корейской принцессе Ли Банджа. Получил японское гражданство в 1947 году.
2. Ли У (이우; 李 鍝; 1912—1945) — второй сын от наложницы Ким Хынин; женился на Пак Чханджу, правнучке правителя Чхольчона. Его усыновил принц Хён, двоюродный брат отца, поэтому Ли У унаследовал дворец Унхён и титул принц Хён.
3. Ли Бан (이방 李 鎊; 1914—1951) — третий сын от Чо Бёнсук.
4. Ли Чхан (이창; 1915-?) — 4-й сын от Чо Бёнсук. (скончался в США)
5. Ли Джу (이주 李 鑄; 1918-10 декабря 1982) — 5-й сын от дамы Суин.
6. Ли Гон (이곤 李 錕; 1919—1984) — 6-й сын от дамы Суин. Он унаследовал дворец Садон после смерти принца Ли Кана.
7. Ли Кван (이광 李 鑛; 1920—1952) — 7-й сын.
8. Ли Хён (이현 李 鉉; 1922—1996) — 8-й сын от наложницы Сугён. Его приняли во дворец Кедон.
9. Ли Гап (이갑 李 李; 1938—2014) — 9-й сын. Некоторые члены Совета семьи Ли избрали его старшего сына Ли Вона[англ.] следующим главой корейского императорского дома и присвоили титул Наследного принца (Hwangsason), наследуемого за принцем Гу[англ.] (29 декабря 1931 — 16 июля 2005).
10. Ли Сок[англ.] (이석 李錫; род. 1940) — 10-й сын от дамы Хон Чонсун. Проживает в Чонджу, является профессором истории и читает лекции в Университете Чонджу в Корее .
11. Ли Хван (이환; род. 1944) — 11-й сын от Ким Хесу.
12. Ли Юн (이정; род. 1947) — 12-й сын от Хон Чонсун.

### Дочери
1. Ли Хэван (이해완; 1915—1981) — первая дочь от наложницы Судок (1879—1964).
2. Ли Хэвон (이해 원 李海 瑗; 1919—2020) — вторая дочь от дамы Судок. 29 сентября 2006 года она заявила что является 30-м главой Императорского Дома Кореи[4]
3. Ли Хэчхун (이해춘; 1920—2009) — третья дочь от наложницы Сугван.
4. Ли Хэсук (이해숙; 1920-?) — четвёртая дочь от наложницы Сугиль.
5. Ли Хэгён (이해경 李海瓊; род. 1930) — пятая дочь от Ким Гёмдок. Она работала (сейчас на пенсии) библиотекарем в Восточноазиатской библиотеке им. Старра в Колумбийском университете Нью-Йорка, а также является автором ряда биографий императорской семьи.
6. Ли Хиджа (이회자; род. 1940) — шестая дочь от Ким Хёсу.
7. Ли Хэран (이해란; род. 1944 -) — седьмая дочь от дамы Хон Чонсан.
8. Ли Хэрён (이해련; род. 1950 -) — восьмая дочь от дамы Хон Чонсан.
9. Ли Чханхи (이창희; род. 1953 -) — девятая дочь от Ким Хесу.

## Титулы и награды

### Титулы от рождения до смерти
- Его королевское высочество принц Кан Кореи (1877—1891)
- Его королевское высочество принц Юхва Кореи (1891—1899)
- Его императорское высочество принц Ю Кореи (1899—1955)

### Награды
1. Великий Орден золотой меры и благоприятных звёзд (8 апреля 1906)
2. Большая лента Ордена Восходящего солнца 1-й степени с цветами павловнии (3 мая 1906)
3. Большая лента Ордена Священного сокровища - около 1906 год.
4. Большая лента Высшего Ордена Хризантемы (8 января 1924)